# Bahnstrecke Frasne–Les Verrières
| Streckennummer (SNCF): | 875 000                                                                  |                                                 |                                                 |
| Kursbuchstrecke (SNCF): | 531                                                                      |                                                 |                                                 |
| Streckenlänge: | 27,69 km                                                                 |                                                 |                                                 |
| Spurweite: | 1435 mm (Normalspur)                                                     |                                                 |                                                 |
| Stromsystem: | Frasne–Pontarlier: 25 kV 50 Hz Pontarlier–Les Verrières: 15 kV 16,7 Hz ~ |                                                 |                                                 |
| Maximale Neigung: | 11 ‰                                                                     |                                                 |                                                 |
| |                                                                          |                                                 |                                                 |
| \| \| \| Bahnstrecke Dijon–Vallorbe von Dijon \| \| \| \| 437,15 \| Frasne \| Frasne \| \| \| \| Bahnstrecke Dijon–Vallorbe nach Vallorbe \| \| \| \| 441,73 \| La Rivière \| La Rivière \| \| \| \| Drugeon (18 m) \| \| \| \| 446,17 \| Sainte-Colombe \| Sainte-Colombe \| \| \| 450,20 \| Les Granges-Narboz \| Les Granges-Narboz \| \| \| \| Bahnstrecke Gilley–Pontarlier von Gilley \| \| \| \| 453,56 \| Pontarlier \| 838 m \| \| \| 455,85 \| Bahnstrecke Pontarlier–Vallorbe nach Vallorbe \| Bahnstrecke Pontarlier–Vallorbe nach Vallorbe \| \| \| \| Doubs (31 m) \| \| \| \| 464,50 \| Les Verrières-de-Joux \| Les Verrières-de-Joux \| \| \| 464,67 \| Les Verrières-Frontière \| Les Verrières-Frontière \| \| \| 464,84 41,07 \| Staatsgrenze Frankreich–Schweiz \| 920 m ü. M. \| \| \| \| Eigentumsgrenze RFF–SBB \| \| \| \| 39,36 \| Les Verrières Grenzbahnhof \| 931 m ü. M. \| \| \| \| Bahnstrecke Neuchâtel–Pontarlier nach Neuchâtel \| \| |                                                                          |                                                 |                                                 |
| Strecke |                                                                          | Bahnstrecke Dijon–Vallorbe von Dijon            | Bahnstrecke Dijon–Vallorbe von Dijon            |
| Bahnhof | 437,15                                                                   | Frasne                                          | Frasne                                          |
| Abzweig geradeaus und nach rechts |                                                                          | Bahnstrecke Dijon–Vallorbe nach Vallorbe        | Bahnstrecke Dijon–Vallorbe nach Vallorbe        |
| Bahnhof | 441,73                                                                   | La Rivière                                      | La Rivière                                      |
| Brücke über Wasserlauf |                                                                          | Drugeon (18 m)                                  | Drugeon (18 m)                                  |
| Bahnhof | 446,17                                                                   | Sainte-Colombe                                  | Sainte-Colombe                                  |
| ehemaliger Bahnhof | 450,20                                                                   | Les Granges-Narboz                              | Les Granges-Narboz                              |
| Abzweig geradeaus und ehemals von links |                                                                          | Bahnstrecke Gilley–Pontarlier von Gilley        | Bahnstrecke Gilley–Pontarlier von Gilley        |
| Bahnhof | 453,56                                                                   | Pontarlier                                      | 838 m                                           |
| Abzweig geradeaus und ehemals nach rechts | 455,85                                                                   | Bahnstrecke Pontarlier–Vallorbe nach Vallorbe   | Bahnstrecke Pontarlier–Vallorbe nach Vallorbe   |
| Brücke über Wasserlauf |                                                                          | Doubs (31 m)                                    | Doubs (31 m)                                    |
| ehemaliger Bahnhof | 464,50                                                                   | Les Verrières-de-Joux                           | Les Verrières-de-Joux                           |
| Dienststation / Betriebs- oder Güterbahnhof | 464,67                                                                   | Les Verrières-Frontière                         | Les Verrières-Frontière                         |
| Grenze | 464,84 41,07                                                             | Staatsgrenze Frankreich–Schweiz                 | 920 m ü. M.                                     |
| Kilometer-Wechsel |                                                                          | Eigentumsgrenze RFF–SBB                         | Eigentumsgrenze RFF–SBB                         |
| Bahnhof | 39,36                                                                    | Les Verrières Grenzbahnhof                      | 931 m ü. M.                                     |
| Strecke |                                                                          | Bahnstrecke Neuchâtel–Pontarlier nach Neuchâtel | Bahnstrecke Neuchâtel–Pontarlier nach Neuchâtel |

Die Bahnstrecke Frasne–Les Verrières ist eine normalspurige Eisenbahnstrecke im französischen Département Doubs in der Region Bourgogne-Franche-Comté und gehört dem Schieneninfrastrukturunternehmen SNCF Réseau.
Die Bahnstrecke wurde von der Compagnie Paris-Lyon-Méditerranée (PLM) gebaut und in zwei Etappen 1860 und 1862 eröffnet. Mit Verstaatlichung der PLM wechselte die Strecke 1937 ins Eigentum der SNCF. Nach der Ausgliederung der Schieneninfrastruktur aus der SNCF 1997 war sie Eigentum der Réseau ferré de France (RFF), seit 2015 gehört die Strecke SNCF Réseau.

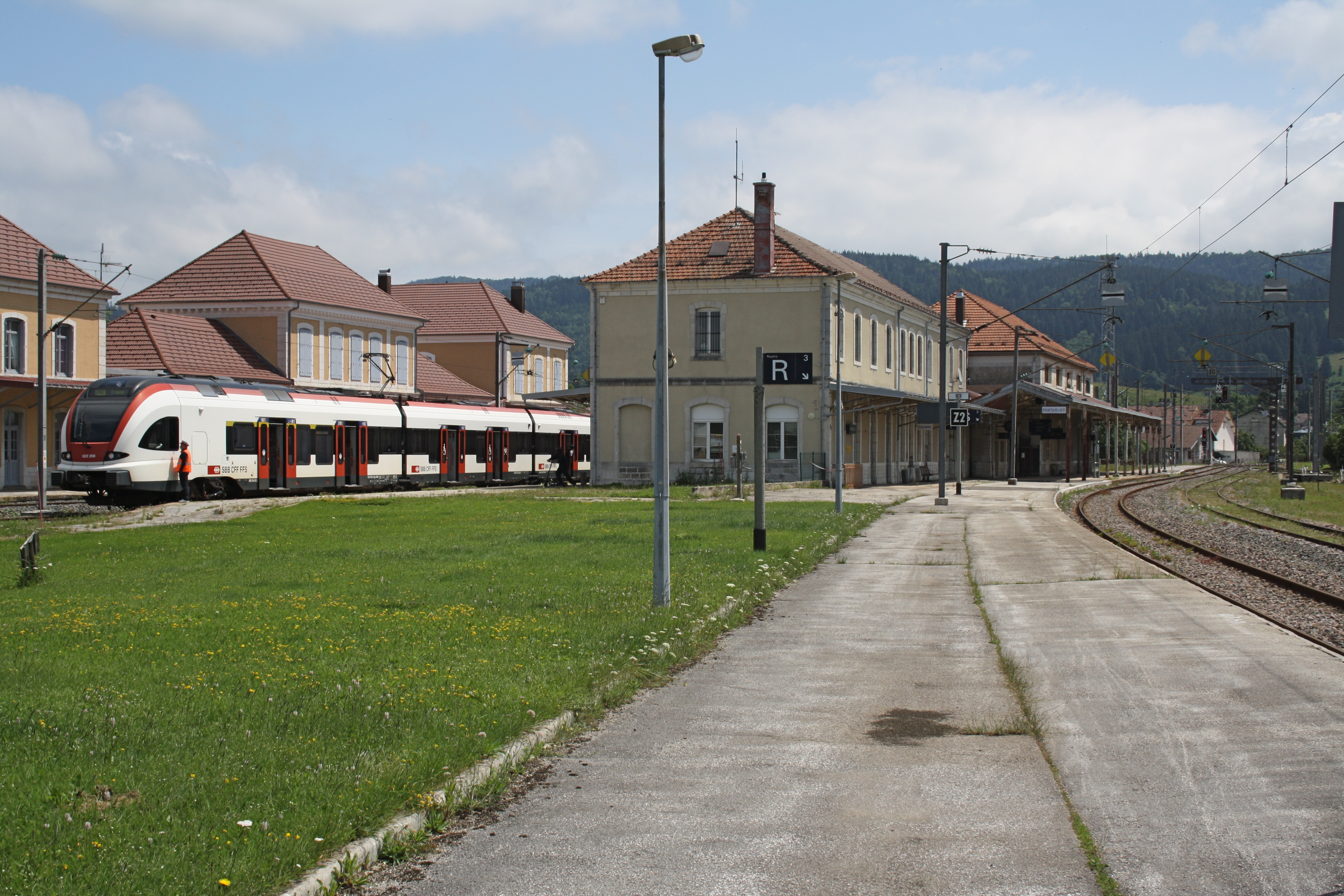
Bahnhof Pontarlier

Die Strecke setzt die ab 1855 eröffnete Strecke (Paris–) Dijon–Dole–Frasne über Pontarlier nach Les Verrières in die Schweiz fort. Die Strecke in der Schweiz, von Verrières nach Auvernier (–Neuchâtel), wurde von der Compagnie Franco-Suisse (FS) gebaut, an deren Kapital die PLM mit 40 % beteiligt war. Eröffnet wurde die grenzüberschreitende Strecke Auvernier–Les Verrières–Pontarlier am 25. Juli 1860. Der Zusammenschluss in Pontarlier erfolgte am 15. November 1862 mit Eröffnung der Strecke Mouchard–Frasne–Pontarlier der PLM.
Von Pontarlier aus wurde von der Compagnie Jougne–Eclépens (JE) unter Beteiligung der PLM eine weitere Strecke über Jougne in die Schweiz nach Vallorbe (–Daillens–Lausanne) gebaut und am 1. Juli 1875 eröffnet. Die Strecke war ab 1906 Teil der Verbindung Paris–Mailand über die Simplonlinie, ehe am 16. Mai 1915 die PLM die direkte Strecke Frasne–Vallorbe durch den Tunnel du Mont d’Or eröffnete. Der Verkehr auf der Strecke Pontarlier–Vallorbe wurde am 19. April 1939 eingestellt und die Strecke schließlich 1942 stillgelegt, nachdem der Tunnel unter dem Col de Jougne bereits 1940, als Folge des Zweiten Weltkriegs, gesprengt worden war.
Der elektrische Betrieb unter 25 kV 50 Hz Wechselstrom auf der Strecke Dole–Frasne–Pontarlier wurde am 25. April 1958 aufgenommen. Der Bahnhof von Pontarlier ist seither auch die Systemwechselstelle zum Stromsystem der SBB (15 kV 16,7 Hz), das seit 1942 bis Les Verrières reichte und am 3. Juni 1956 bis nach Pontarlier ausgedehnt wurde.
Die Züge des Personenverkehrs werden von der staatlichen Eisenbahngesellschaft SNCF betrieben. Auf der grenzüberschreitenden Strecke verkehren im Regionalverkehr Züge des Transport express régional (TER).